# Loose Fur
Loose Fur är ett amerikanskt rockband bestående av Wilco-medlemmarna Jeff Tweedy och Glenn Kotche samt Jim O'Rourke. Bandet började spela ihop 2000 och 2003 utkom det självbetitlade debutalbumet Loose Fur. Tre år senare, 2006, utkom bandets andra alster, Born Again in the USA.

## Diskografi
- 2003 – Loose Fur
- 2006 – Born Again in the USA